# Job Daniël van Melle
Job Daniël van Melle (Goes, 26 mei 1897 - Amsterdam, 14 april 1945) was van beroep een boekhouder bij een groothandel in chocolade. Tijdens de Tweede Wereldoorlog was hij een verzetsstrijder.

## Biografie
Op 26 mei 1897 werd Van Melle geboren in Goes, als de zoon van Abraham Leendert van Melle en Maria Sinke.
Vanaf medio 1943 was Van Melle actief op de afdeling in Goes van de Landelijke Organisatie voor Hulp aan Onderduikers (LO). Hij gebruikte de schuilnamen ‘Veldhoen’ en ‘Van Berkel’. Dat jaar moest hij in september al onderduiken, omdat enkele naaste medewerkers waren gearresteerd na het verhoor van een opgepakte Duitse deserteur. Van Melle dook onder in Utrecht, waar hij zich opnieuw aansloot bij de LO. Het was hier dat hij in contact kwam met Lotje Kohlbrugge, die via de ‘Zwitserse Weg’ betrokken was bij het naar Engeland sturen van documenten van militair belang.
In 1944 werd Van Melle koerier voor Sectie V van het hoofdkwartier van de Ordedienst (OD). Dit was een illegale landelijke organisatie die voor een deel was ontstaan vanuit militaire kringen. Eén- of tweemaal per week bracht hij spionagedocumenten, zoals rapporten en tekeningen van infrastructuur, van Utrecht naar Amsterdam. Vanaf september 1944 werd het reizen per trein onmogelijk. Toen schakelde hij over naar zijn fiets. Tijdens de winter werd dit steeds moeilijker door sneeuw en vorst, waardoor hij te voet ging met een slee.
Op 20 februari 1945 werd Van Melle gearresteerd in Amsterdam, omdat hij zich tijdens spertijd op straat bevond. Tijdens zijn fouillering vond men gecodeerde papieren. Vervolgens werd hij overgebracht naar het Huis van Bewaring. Op 14 april 1945 werd hij op fusilladeplaats Rozenoord gefusilleerd, samen met negen andere verzetsmensen. De tien mannen werden in een massagraf begraven in de duinen bij Overveen.
Op 22 december 1951 werd Van Melle postuum onderscheiden met het Verzetskruis 1940-1945. Zijn naam wordt vermeld op het oorlogsmonument bij fusilladeplaats Rozenoord in Amsterdam. Ter nagedachtenis is de J.D. van Mellestraat in Goes naar hem genoemd. Op een onbekende datum werd hij overgebracht naar Eerebegraafplaats Bloemendaal.